# 15 серпня
15 серпня — 227-й день року (228-й у високосні роки) в григоріанському календарі. До кінця року залишається 138 днів.

## Свята

### Національні
- Україна: День археолога
- День міста Тернополя
- Індія: Національне свято Республіки Індія. День Незалежності (1947)
- Республіка Конго: Національне свято Республіки Конго. День Незалежності (1960)
- Південна Корея: Національне свято Республіки Корея. День Звільнення (1945)
- Ліхтенштейн: Національне свято Князівства Ліхтенштейн. Національний день (1806)
- Екваторіальна Гвінея: День Конституції (1982)
- Польща: День Війська Польського
- Парагвай: День заснування Асунсьйона (1537; вихідний може бути перенесений на інший день)
- Коста-Рика: День матері (вихідний може бути перенесений на інший день)
- Нова Шотландія, Національний день.
- Єгипет: День розливу Ніла.
- Іспанія: День святої Діви де Палома.
- Італія: Феррагосто, в пам'ять давньоримського свята на честь Серпня.
- Стародавня Латвія, свято Мари.

### Релігійні

#### Християнство

##### Західне християнство
- Внебовзяття Діви Марії

##### Східне християнство
- Успіння Пресвятої Богородиці[1]

## Події
- 1498 — в ході свого третього плавання Христофор Колумб відкрив острів Гренада.
- 1519 — на місці індіанського рибальського села засновано місто Панама, назва якого в перекладі означає «багато-багато риби».
- 1534 — Ігнатій Лойола з шістьма своїми однодумцями заснував у Парижі орден єзуїтів (Товариство Христа).
- 1556 — у Свято-Троїцькому монастирі в Ізяславі почалися роботи з написання Пересопницького Євангелія[2].
- 1649 — під Зборовом козацька армія Богдана Хмельницького розбила військо Речі Посполитої Яна ІІ Казимира (Зборівська битва)
- 1795 — у Французькій республіці введена нова валюта — франк.
- 1810 — у Парижі побудована Вандомська колона на честь перемог Наполеона.
- 1832 — Папа Римський Григорій XVI видав буллу, яка засуджувала свободу друку.
- 1848 — американець Уолдо Хенчетт із міста Сірак'юс (штат Нью-Йорк) запатентував зуболікарське крісло.
- 1868 — Джеймс Крейг Вотсон відкрив астероїд 101 Єлена.
- 1873 — відкрито рух поїздів по всій залізничній лінії Київ—Берестя довжиною 560 км.[3]
- 1877 — Томас Едісон запропонував використовувати слово «hello» для початку телефонної розмови.
- 1914 — офіційно відкритий Панамський канал.
- 1919 — Армія УНР зайняла Старокостянтинів.
- 1920 — польська армія на чолі з маршалом Юзефом Пілсудським розгромила Червону Армію в битві під Варшавою. Ця битва вважається однією з 20 найважливіших битв світової історії.
- 1932 — при розкопках у Ватикані знайдена давньоримська «Тріумфальна дорога».
- 1936 — іспанськими лівими страчено 733 священики.
- 1943 — за наказом Мао Цзедуна в Компартії Китаю почалося чищення.
- 1947 — відповідно до прийнятого у червні британським парламентом закону «Про незалежність Індії» країна розділялася на дві держави: мусульманську — Пакистан і індуїстську — Індійський Союз.
- 1960 — Республіка Кіпр проголосила свою незалежність.
- 1963 — у Шотландії відбулася остання смертна кара
- 1997 — в Україні засновано орден княгині Ольги.
- 2025 — Саміт Росія — США в Анкоріджі  «Аляска-2025»

## Народились
Дивись також Категорія:Народились 15 серпня
- 1001 — Дункан I, король Шотландії.
- 1613 — Жіль Менаж[en], французький філолог, історик і письменник.
- 1688 — Фрідріх Вільгельм I, король Пруссії з 1713 року, що перетворив свою країну з другорозрядної держави в могутню державу.
- 1702 — Франческо Цуккареллі, італійський художник-пейзажист і театральний декоратор.
- 1725 — Бертоні Фердинандо, італійський композитор, капельмейстер і органіст.
- 1769 — Наполеон I, французький імператор.
- 1771 — Вальтер Скотт, шотландський письменник.
- 1785 — Томас де Квінсі, англійський письменник.
- 1799 — Теодор Вільгельм Ахтерман, німецький скульптор.
- 1807 — Жуль Греві, французький державний діяч, президент Французької республіки в 1879–1887.
- 1853 — Сільвіо Джуліо Ротта, італійський живописець.
- 1861 — Володимир Беклемішев, український і російський скульптор та педагог. Автор першого в світі скульптурного зображення Тараса Шевченка. Бюст поета роботи В. Беклемішева був встановлений в Харкові в садибі Олексія і Христини Алчевських.
- 1872 — Шрі Ауробіндо, індійський філософ, поет, революціонер і організатор національно-визвольного руху Індії, основоположник інтегральної йоги.
- 1883 — Іван Мештрович, відомий хорватський скульптор і архітектор.
- 1887 — Пол Віллард Меррілл, американський астроном
- 1888 — Томас Едвард Лоуренс, британський розвідник, став прообразом Джеймса Бонда.
- 1890 — Жак Ібер, французький композитор.
- 1892 — Луї де Бройль, французький фізик, нобелівський лауреат 1929 року «за відкриття хвильової природи електронів».
- 1896 — Герті Тереза Корі, австрійсько-американський біохімік, лауреат Нобелівської премії по фізіології і медицині 1947 року «за відкриття каталітичного перетворення глікогену» (разом з Карлом Корі і Бернардо Усаєм).
- 1896 — Лев Термен, винахідник, творець першого електро-музичного інструмента
- 1896 — Йона Якір, воєначальник.
- 1922 — Борис Сичкін, артист естради, театру, кіно (Буба Касторський у «Невловимих месниках»).
- 1923 — Віктор Зубар, український поет, письменник.
- 1925 — Оскар Пітерсон, канадський джазовий піаніст.
- 1926 — Константінос Стефанопулос, президент Греції (1995—2005).
- 1931 — Мікаел Тарівердієв, радянський композитор, автор музики до фільмів.
- 1934 — Георгій Гаранян, радянський джазмен, композитор.
- 1944 — Сильвія Вартан, французька співачка й акторка.
- 1944 — Джанфранко Ферре, італійський кутюр'є.
- 1945 — Ален Жюппе, прем'єр-міністр Франції в 1995–1997.
- 1950 — принцеса Великої Британії Анна.
- 1958 — Віктор Шендерович, радянський і російський письменник-сатирик, теле- і радіоведучий, публіцист.
- 1964 — Юрій Круліковський, директор БФ «Фонд сприяння розвитку мистецтв», Київ, Україна.
- 1972 — Бен Аффлек, американський актор, сценарист і кінорежисер.
- 1975 — Василь Богач, офіцер Служби безпеки України, учасник російсько-української війни. Герой України.
- 1978 — Лілія Подкопаєва, українська гімнастка, абсолютна чемпіонка Олімпійських ігор 1996 року в Атланті.
- 1990 — Дженніфер Лоренс, американська акторка.

## Померли
Дивись також Категорія:Померли 15 серпня
- 423 — Гонорій Флавій, імператор Західної Римської імперії з 395 року.
- 778 — у битві з басками загинув франкський маркграф Роланд, герой епосу «Пісня про Роланда».
- 1038 — у віці 68 років помер Іштван I Святий, перший король Угорського королівства.
- 1057 — у битві біля Лумфанана шотландський король Макбет був убитий Малкольмом Канмором, сином короля Дункана I, котрого 17 років перед тим убив Макбет.
- 1118 — Олексій I Комнін, візантійський імператор.
- 1274 — Робер де Сорбон, французький теолог, духівник Людовика IX, засновник богословського колежу Сорбонна, з XVII століття цим ім'ям стали називати Паризький університет
- 1382 — Кейстут, князь тракайський жемайтійський, один семи синів великого литовського князя Гедиміна.
- 1568 — Святий Станіслав Костка, молодий польський католицький святий, покровитель Польщі та молоді, послушник Ордену Єзуїтів.
- 1799 — Джузеппе Паріні, італійський поет.
- 1908 — Людвиг Зюссман-Хелльборн, німецький скульптор.
- 1915 — Рафаелло Джованьйолі, італійський письменник («Спартак»).
- 1935 — Поль Сіньяк, французький художник-неоімпресіоніст, пейзажист, мариніст, історик та теоретик мистецтва.
- 1936 — Грація Деледда, італійська письменниця, лауреат Нобелівської премії з літератури 1926 року.
- 1967 — Рене Магрітт, бельгійський художник, представник сюрреалізму.
- 1981 — Альфред Барр, американський історик мистецтва і перший директор Музею сучасного мистецтва в Нью-Йорку.
- 1990 — Віктор Цой, лідер гурту «Кино».
- 2001 — Катерина Ющенко, автор першої у світі мови програмування високого рівня («Адресної мови програмування»), науковець-кібернетик, доктор фізико-математичних наук, член-кореспондент АН УРСР.
- 2013 — Славомир Мрожек, польський письменник, драматург, есеїст, художник.